# مريديث سمول
مريديث سمول (بالإنجليزية: Meredith Small)‏ هي عالمة الإنسان أمريكية، ولدت في 20 نوفمبر 1950.